# Denysiwka (obwód chmielnicki)
Denysiwka (ukr. Денисівка) – wieś na Ukrainie, w obwodzie chmielnickim, w rejonie szepetowskim, w hromadzie Biłohirja. W 2001 liczyła 447 mieszkańców, spośród których 434 wskazało jako ojczysty język ukraiński, 11 rosyjski, a 2 ormiański.